# Hermann Wilker
Hermann Wilker (* 24. Juli 1874 in Flomersheim; † 27. Dezember 1941 in Mundenheim) war ein deutscher Ruderer des Ludwigshafener Rudervereins von 1878 und Olympiasieger.

## Leben
Hermann Wilker kam als einer von zwei Söhnen in Flomersheim bei Frankenthal (Pfalz) zur Welt, seine Eltern waren dort als Lehrer tätig. Nach dem frühen epidemischen Tod der Eltern im Jahr 1881 kam er zu Verwandten nach Gönnheim, sein Bruder in die Südpfalz. Später besuchte er bis zum Abitur die Lateinschule in Frankenthal. Nach dem Lehramtsstudium bekam er eine Dienststelle in Mundenheim bei Ludwigshafen am Rhein und schloss sich dem dortigen Ruderverein an.

## Internationale Erfolge
Bei der internationalen Regatta 1900, anlässlich der Weltausstellung in Paris entsendet der Ludwigshafener Ruderverein ebenfalls ein Boot. Hermann Wilker rudert dabei zusammen mit Ernst Felle, Carl Lehle, Otto Fickeisen und Steuermann Franz Kröwerath im Männer Vierer mit Steuermann. Da zur gleichen Zeit auch die Olympischen Spiele in Paris stattfinden, wird das Rennen zur ersten olympischen Regatta. Nach Siegen in Vorläufen erreicht der Vierer des Ludwigshafener Rudervereins den dritten Platz hinter Germania Hamburg und Roubaix (Frankreich).
Zusammen mit Albert Arnheiter, Rudolf Fickeisen, Otto Fickeisen und Steuermann Otto Maier gewann Hermann Wilker 1912 bei den Olympischen Spielen in Stockholm Gold im Vierer mit Steuermann. Damit errang die Mannschaft die erste olympische Goldmedaille für den Deutschen Ruderverband.
Hermann Wilker nahm als Schiedsrichter an den Olympischen Spielen 1936 in Berlin teil. Bis zu seinem Tod war er im Rudersport engagiert.

## Publikation
- Hermann Wilker: Das Rudern. Stuttgart 1922